# Liste der Wappen im Bezirk Gänserndorf
Diese Liste beinhaltet – geordnet nach der Verwaltungsgliederung – alle in der Wikipedia gelisteten Wappen des Bezirks Gänserndorf (Niederösterreich). In dieser Liste werden die Wappen mit dem Gemeindelink angezeigt. Die Fußnoten verweisen auf die Blasonierung des entsprechenden Wappens.

## Bezirk Gänserndorf

Aderklaa
Andlersdorf
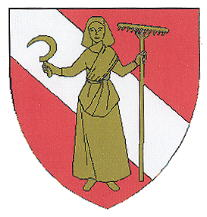
Angern an der March
Auersthal
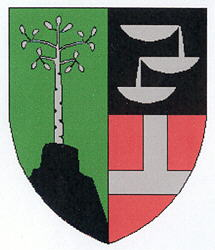
Bad Pirawarth
Deutsch-Wagram
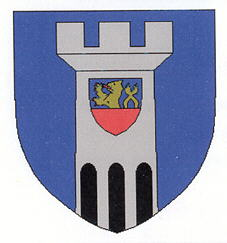
Drösing
Dürnkrut
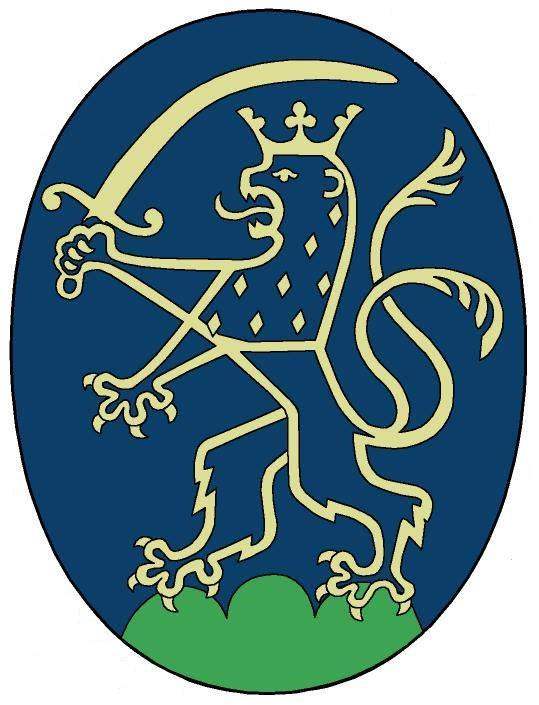
Ebenthal
Eckartsau
Engelhartstetten
Gänserndorf
Glinzendorf
Groß-Enzersdorf
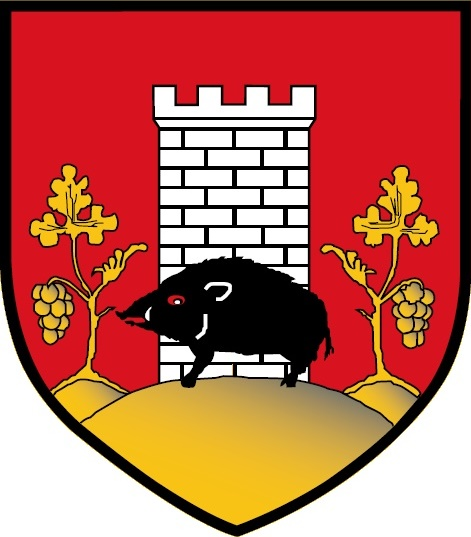
Groß-Schweinbarth
Großhofen
Haringsee
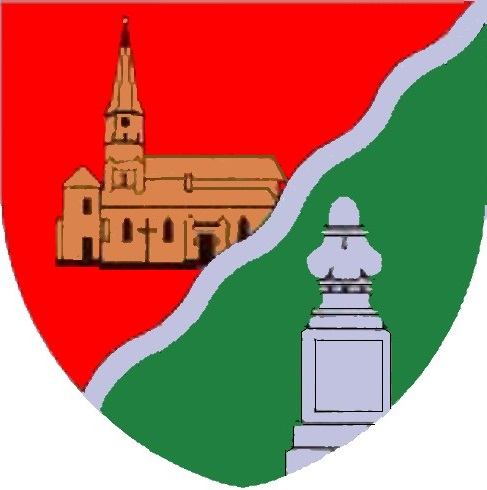
Hauskirchen
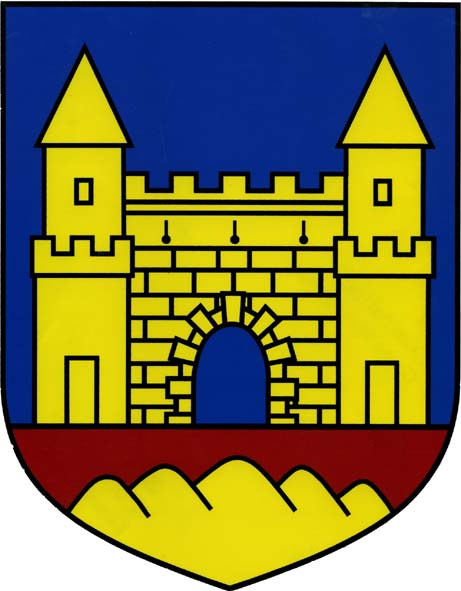
Hohenau an der March
Hohenruppersdorf
Jedenspeigen
Lassee
Leopoldsdorf im Marchfelde
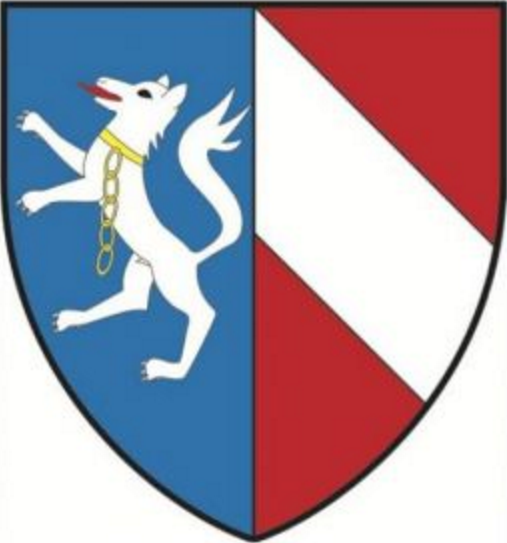
Mannsdorf an der Donau
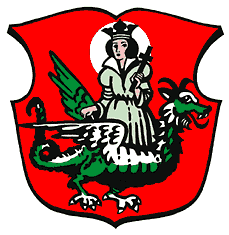
Marchegg
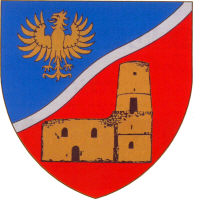
Markgrafneusiedl
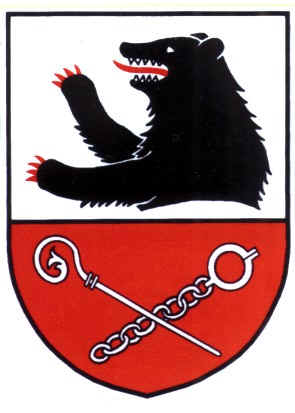
Matzen-Raggendorf
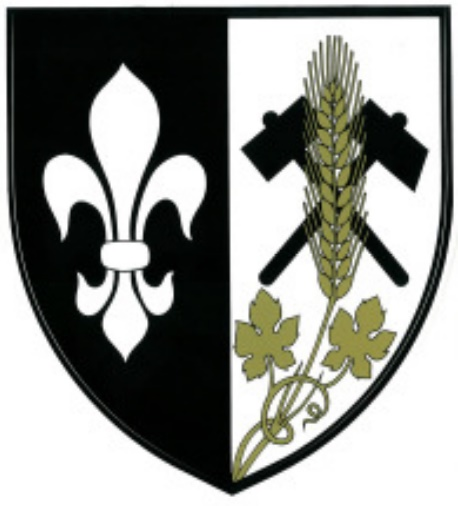
Neusiedl an der Zaya
Obersiebenbrunn
Orth an der Donau
Palterndorf-Dobermannsdorf
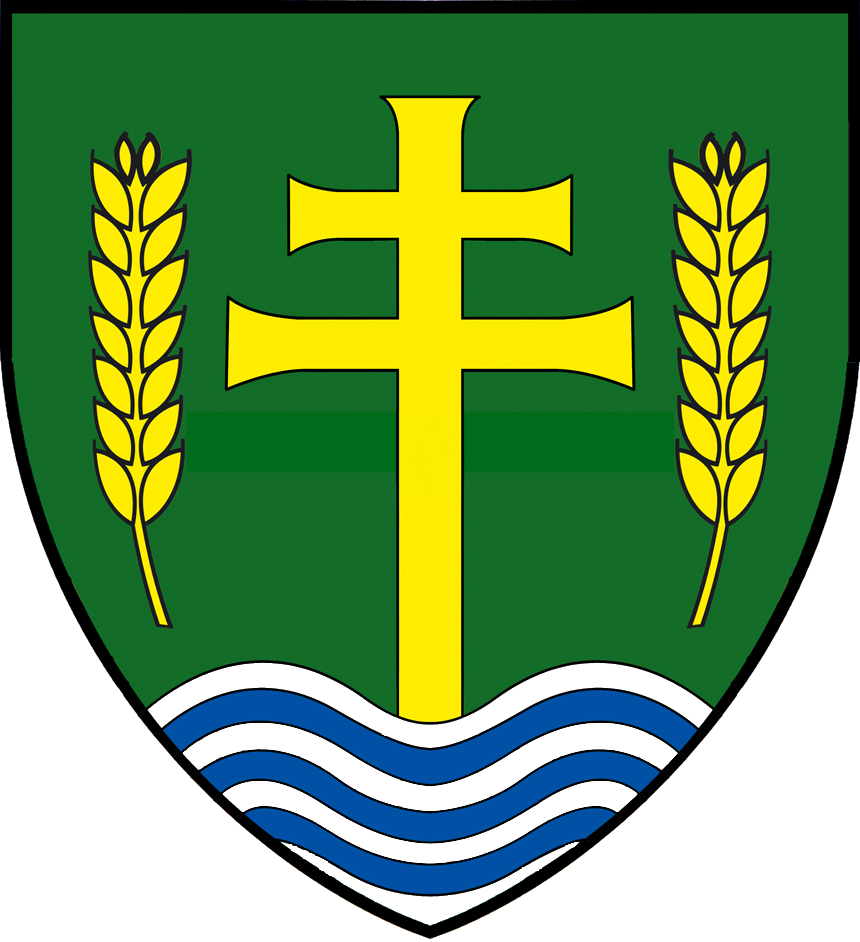
Parbasdorf
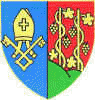
Prottes
Raasdorf
Ringelsdorf-Niederabsdorf
Schönkirchen-Reyersdorf
Spannberg
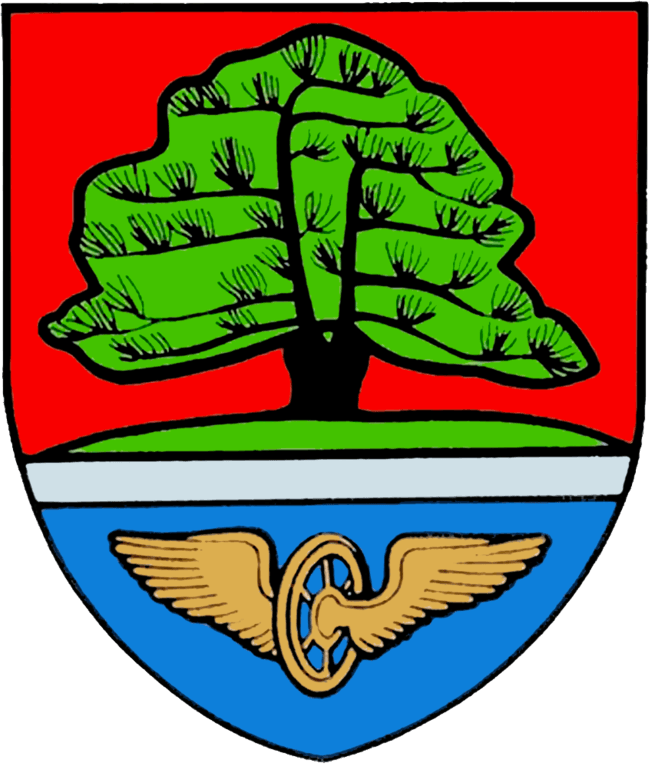
Strasshof an der Nordbahn
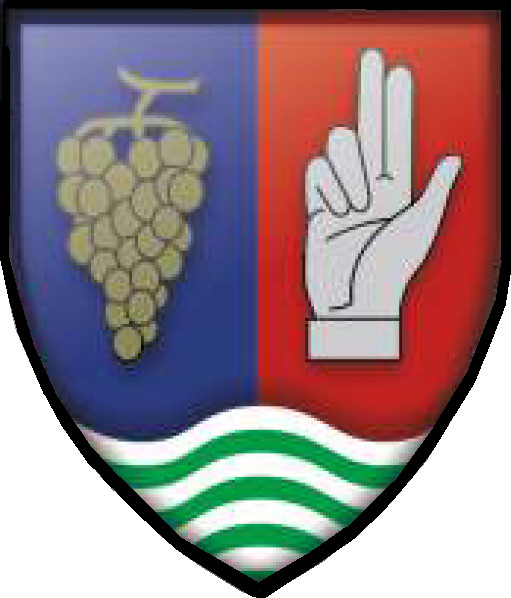
Sulz im Weinviertel
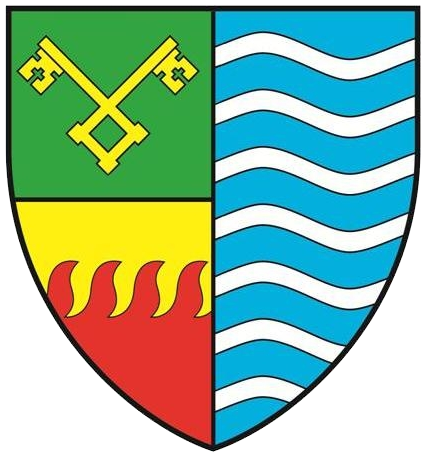
Untersiebenbrunn
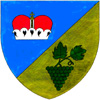
Velm-Götzendorf
Weiden an der March
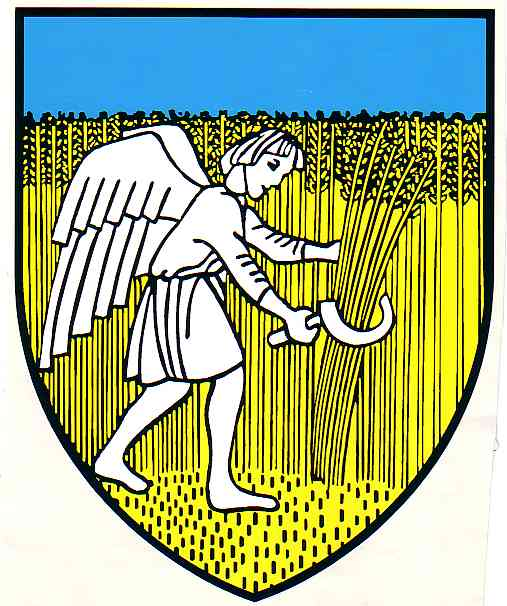
Weikendorf
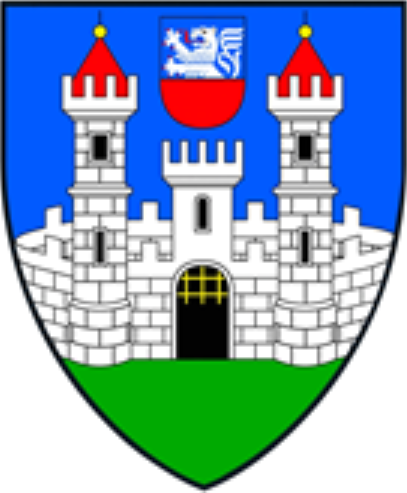
Zistersdorf